# Número primo circular
Un número primo circular es un número primo con la propiedad de que el número generado en cada paso intermedio al permutar cíclicamente sus dígitos (base 10) será primo. Por ejemplo, 1193 es un número primo circular, ya que 1931, 9311 y 3119 también son números primos. Un número primo circular con al menos dos dígitos solo puede consistir en combinaciones de los dígitos 1, 3, 7 o 9, porque al tener 0, 2, 4, 6 u 8 como último dígito, el número es divisible por 2, y tener 0 o 5 como último dígito lo hace divisible por 5. La lista completa del número primo representativo más pequeño de todos los ciclos conocidos de números primos circulares (los números primos de un solo dígito y repunit son los únicos miembros de sus respectivos ciclos) es 2, 3, 5, 7, R2, 13, 17, 37, 79, 113, 197, 199, 337, 1193, 3779, 11939, 19937, 193939, 199933, R19), R23, R317, R1031, R49081, R86453, R109297 y R270343, donde Rn es un primo repunit con n dígitos. No hay otros primos circulares hasta 1023. Un tipo de primo relacionado con los primos circulares son los números primos permutables, que son un subconjunto de los primos circulares (cada primo permutable es también un primo circular, pero no necesariamente al revés).

## Otras bases
La lista completa del primo representativo más pequeño de todos los ciclos conocidos de primos circulares en base 12 es (usando dos y tres invertidos para diez y once, respectivamente)
2, 3, 5, 7, Ɛ, R2, 15, 57, 5Ɛ, R3, 117, 11Ɛ, 175, 1Ɛ7, 157Ɛ, 555Ɛ, R5, 115Ɛ77, R17, R81, R91, R225, R255, R4ᘔ5, R5777, R879Ɛ, R198Ɛ1, R23175, y R311407.
donde Rn es un número primo en base 12 con n dígitos. No hay otros primos circulares en base 12 hasta 1212.
En base 2, solo los números primos de Mersenne pueden ser primos circulares, ya que cualquier 0 permutado en el lugar de un uno da como resultado un número par.